# Kuifhoenderkoet
De kuifhoenderkoet (Chauna torquata) behoort tot de familie van hoenderkoeten (Anhimidae). Hij komt voor in bepaalde streken in Zuid-Amerika, waaronder Bolivia en Uruguay.

## Kenmerken
Volwassen kuifhoenderkoeten hebben een totale lengte van 90 centimeter en ze wegen doorgaans niet veel meer dan 2½ kg. Zijn alarmroep kan tot ruim 3 km in de omtrek gehoord worden.

## Voortplanting
Buiten het broedseizoen leven ze in grote kolonies samen, veelal in moerassige gebieden, maar altijd in de directe nabijheid van water. Het omvangrijke nest wordt in ondiep water of op een oever gebouwd. Er worden gemiddeld vijf eieren gelegd, die door beide ouders uitgebroed worden. De jongen zijn nestvlieders.

## Leefwijze
Kuifhoenderkoeten voeden zich met onkruid, wortels en granen. Hoewel hun uiterlijk het in eerste instantie niet doet vermoeden, zijn kuifhoenderkoeten uitstekende vliegers.

## Verspreiding en leefgebied
Deze soort komt voor van zuidoostelijk Peru en zuidelijk Brazilië tot centraal Argentinië.